# 브랜디와 미스터 위스커스
브랜디와 미스터 위스커스(Brandy & Mr. Whiskers)는 디즈니 채널을 위해 시트콤 작가 러셀 마커스(Russell Marcus)가 제작한 미국 애니메이션 TV 시리즈이다. 이 영화는 아마존 열대우림에 함께 갇히게 된 애지중지하면서도 씩씩한 개와 활동적인 토끼라는 제목의 캐릭터들의 삶을 따라간다. 이 쇼는 처음에 2004년 8월 21일부터 2006년 8월 25일까지 방영되었다. 39개의 에피소드가 제작되었다.

## 배경
응석받이 개(브랜디)와 쉽게 흥분하는 토끼(미스터 위스커스)는 비행기에서 떨어져 아마존 열대우림(아마도 브라질일 가능성이 높음)에 좌초되면서 함께 새로운 도전에 직면한다. 그들은 새로운 친구를 사귀었다. (보아뱀 롤라, 큰부리새 자매 체릴과 메릴, 그리고 수달 에드) 이야기는 새로운 환경에 적응하려고 시도하는 듀오의 이야기를 따른다.